# Bisdom San Roque de Presidencia Roque Sáenz Peña

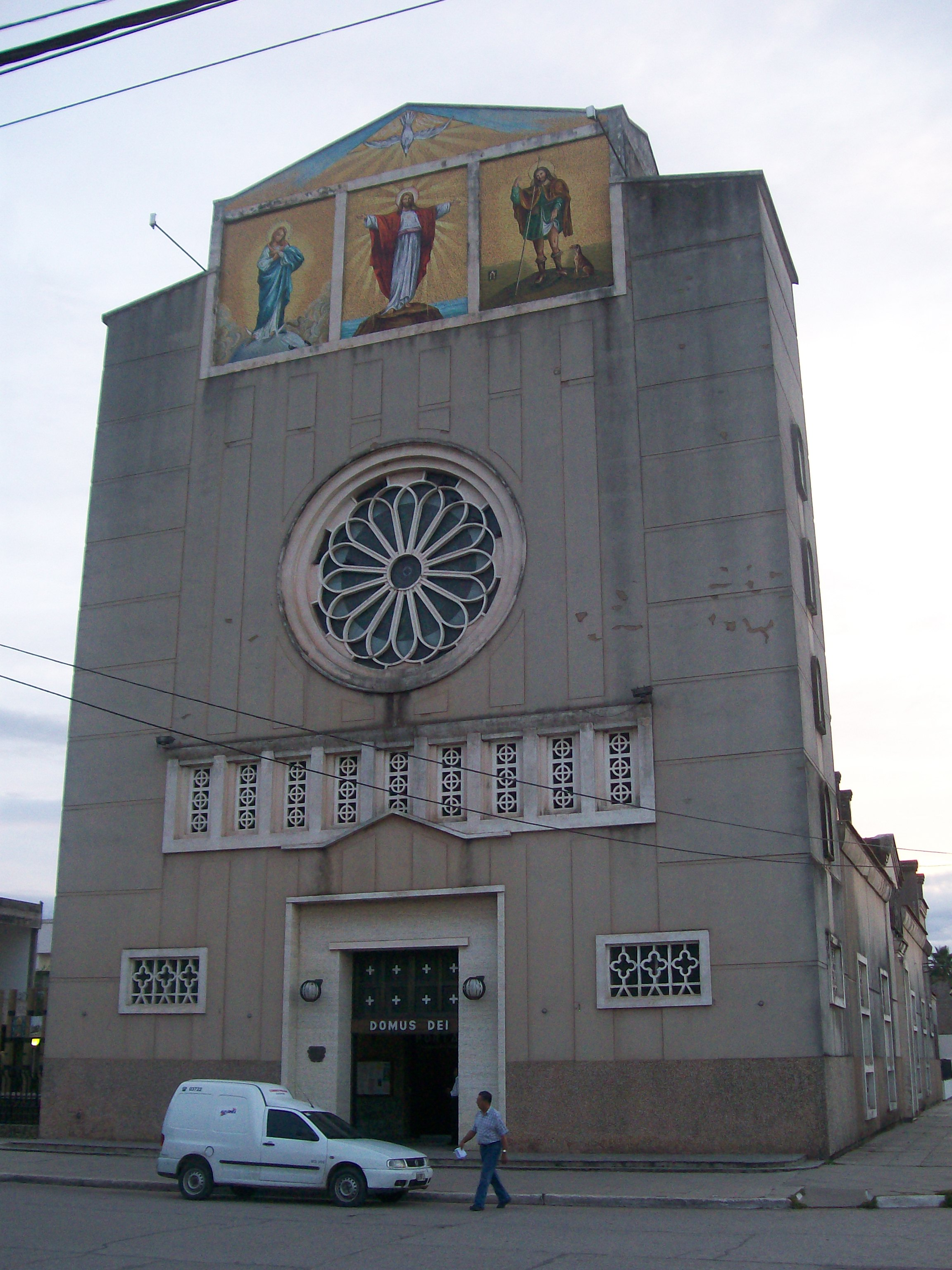
De kathedraal van Presidencia Roque Sáenz Peña

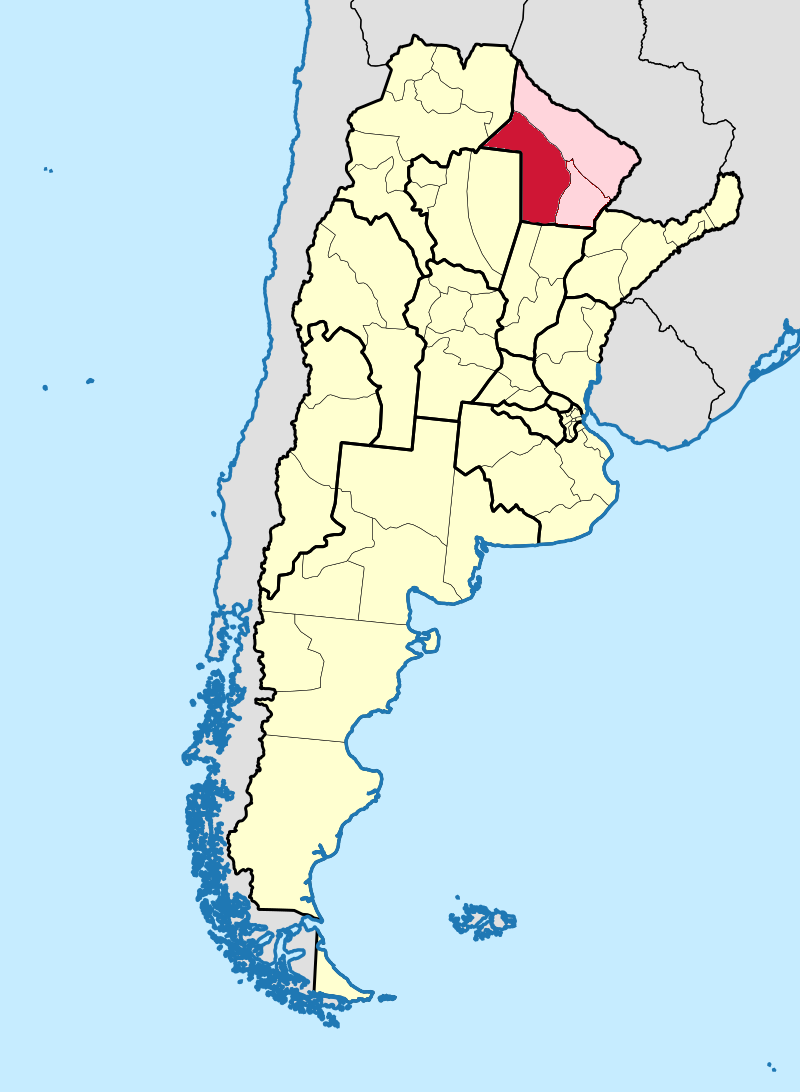
Het bisdom (rood) binnen de kerkprovincie Resistencia (roze)

Het bisdom San Roque de Presidencia Roque Sáenz Peña (Latijn: Dioecesis Sancti Rochi) is een rooms-katholiek bisdom met als zetel Presidencia Roque Sáenz Peña. Het bisdom is suffragaan aan het aartsbisdom Resistencia. Het bisdom werd opgericht in 1963 als het bisdom Presidencia Roque Sáenz Peña en kreeg zijn huidige naam in 1992.
In 2020 telde het bisdom 24 parochies. Het bisdom heeft een oppervlakte van 71.303 km² en telde in 2021 625.000 inwoners waarvan 80,7% rooms-katholiek waren. 

## Bisschoppen
- Ítalo Severino Di Stéfano (1963-1980)
- Abelardo Francisco Silva (1981-1994)
- José Lorenzo Sartori (1994-2008)
- Hugo Nicolás Barbaro (2008-)

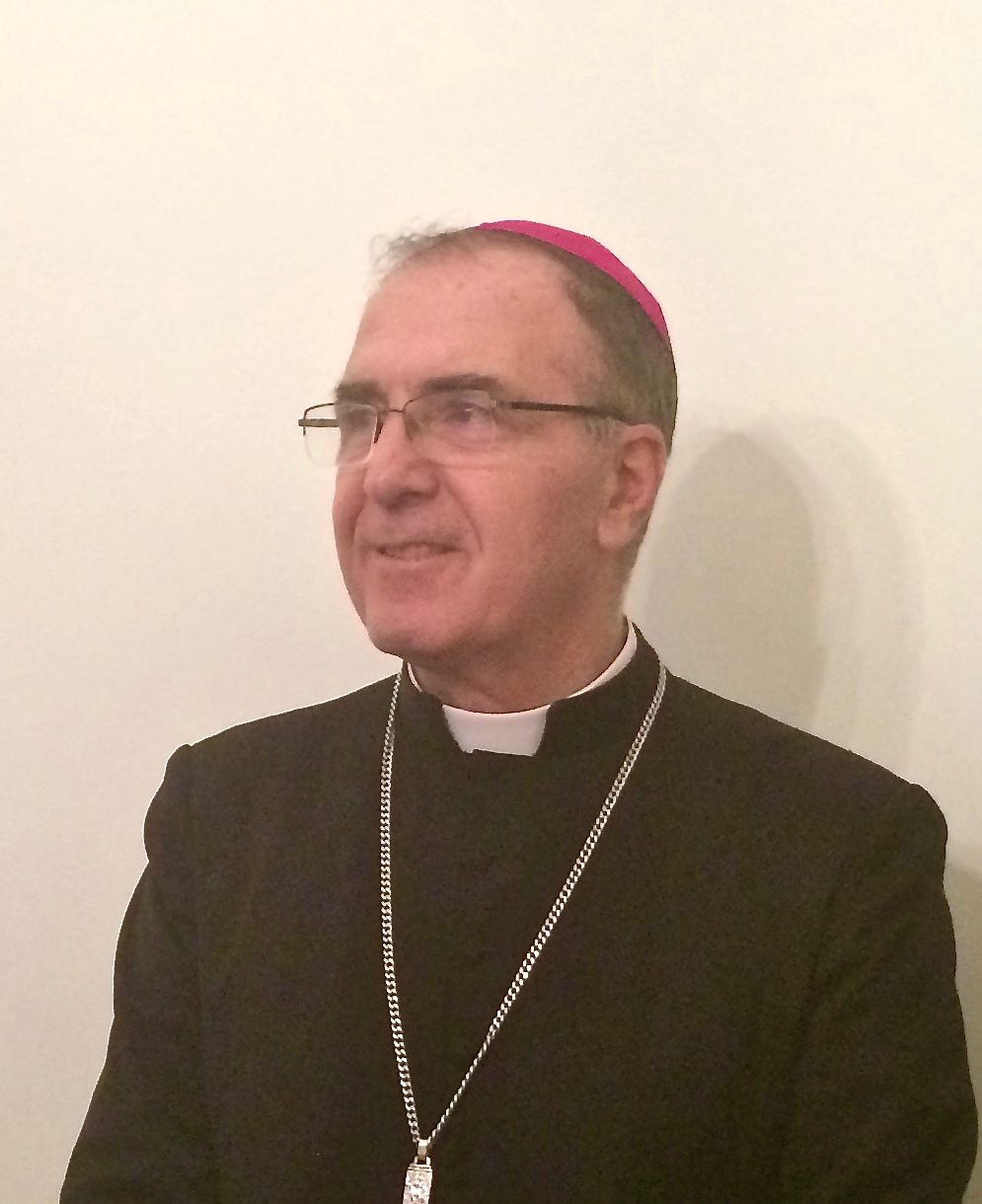
Hugo Nicolás Barbaro

Resistencia (aartsbisdom) · Formosa · San Roque de Presidencia Roque Sáenz Peña